# Lenggries
Lenggries (en bávaro : Däiz) es una ciudad en Baviera, Alemania, situada en el distrito de Bad Tölz-Wolfratshausen, en el centro del Isarwinkel, la región a lo largo del río Isar entre Bad Tölz y Wallgau. Tiene unos 9.500 habitantes.

## Economía y turismo
La economía depende fundamentalmente del turismo, destacándose el atractivo de sus bosques. Sus principales atracciones culturales son las siguientes:
- Iglesia de San Jorge, de estilo barroco, construida en 1722.
- Calvary hill near Hohenburg (geometric Style, as opposed to the one in Bad Tölz).
- Castillo de Hohenburg, donde estuvo exiliado Adolfo I de Luxemburgo.
- Iglesia evangélica, construida en 1952.
- El Heimatmuseum Lenggries, museo etnográfico local.
- El Puente de Bretaña, llamado así por esta región francesa.